# Refugi 374
El Refugi 374 és un refugi antiaeri a la ciutat de Barcelona, construït durant la Guerra Civil espanyola entre la carretera del Carmel, el carrer de José Millán González de Barcelona, al districte d'Horta-Guinardó. El refugi 374 acomplia els tres primers requisits establerts per la Generalitat republicana tot i que a la planimetria realitzada l'any 1937 s'hi poden observar dos accessos, inicialment es consideraren com a dos refugis diferenciats (308 i 374) però finalment s'uniren i configuraren el refugi 374.
Durant la Guerra Civil espanyola (1936-1939) es dugueren a terme nombrosos bombardejos sobre la ciutat. El primer atac es realitzà des del mar, entre el 13 i el 14 de febrer de 1937, per mitjà del destructor Eugenio di Savoia, mentre que el primer atac aeri fou el 16 de març del mateix any. Tots aquests atacs aeris sobre població civil, comportaren la creació del Servei de Defensa Passiva Antiaèria, emmarcat dins la Comissió d'Urbanització i Obres, que gestionà la construcció de diversos refugis, inicialment reutilitzant els túnels del metro, però ben aviat es quedaren obsolets pel gran nombre de població que buscava refugiar-se dels atacs, i se'n construïren de nous.
A la tardor de 1936 es van construir a la ciutat de Barcelona 25 refugis simples de coberta de volta, seguint el sistema constructiu de galeria de mina, sense cap servei addicional i pensats per afegir, posteriorment, al servei de clavegueram. A l'any següent ja s'hi construïren 1.400 refugis més a la ciutat.
El mas de Can Baró va servir com a hospital controlat pel comitè de la barriada i a dalt del turó de la Rovira, el govern republicà va fer construir una bateria antiaèria per fer front als atacs marítims i aeris feixistes en juny de 1937. L'encarregat d'organitzar l'obra va ser l'acabada de crear “Defensa Especial contra Aeronaves”, organisme responsable de contraatacar als bombarders feixistes, italians i alemanys que castigaven la costa barcelonina. Possiblement, els canons que ocupaven les bateries eren uns canons d'origen anglès de l'any 1923, coneguts amb el nom de “Vickers 105”, les seves canonades podien arribar a una distància establerta entre 7 i 13 quilòmetres de distància. Durant la guerra l'exèrcit republicà disposava de 48 peces d'aquest model. La bateria tenia un arsenal, unes habitacions pels artillers, el lloc de comandament i l'estructura on es col·locaven els canons.

## Guerra civil
El permís per construir-lo es va demanar a la Junta de Defensa Passiva que li va atorgar al principi el número 308 (el refugi tenia l'entrada pel carrer Pompeu Gener) i que sembla que va ser el lloc per on es van iniciar les obres. Al cap de poc es va aprovar una segona obertura al carrer Serrano la qual fou coneguda com a 374. En ser dues obertures d'un mateix refugi, els números 308 i el 374 es van acabar per unificar conservant així el número de l'últim (374), l'altre, amb posterioritat se li va posar a un altre refugi. Al mes d'agost de 1937 trobem el plànol de dit refugi que s'estava ja acabant. El refugi, que estava subvencionat per la Junta de Defensa Passiva tenia un pressupost aprovat per realitzar l'obra de 5.762,79 pessetes, i la seva capacitat final seria per a 230 persones.
A part del refugi, es té constància que a la zona hi havia 79 soterranis preparats per a ser utilitzats com a petits refugis en cas de necessitat segons consta en un estudi d'època realitzat en aquell barri. D'aquesta manera s'evitarien les aglomeracions a dits soterranis i per altra banda, el refugi seria el punt principal de reunió de tots els veïns de la zona per protegir-se dels possibles atacs nacionals que volguessin destruir les bateries antiaèries ubicades a la muntanya del costat. Les dues entrades s'unien en un llarg passadís amb seients laterals a una de les bandes amb capacitat tal com ja s'ha esmentat per a 230 persones.
El temps passava i la guerra no s'acabava, a més, els bombardejos sobre la ciutat es van anar incrementant durant l'any 1938 i aquest fet va propiciar que el refugi s'anés ampliant amb l'aparició de cinc habitacions (de les quals malauradament desconeixem el seu ús), i una possible latrina a l'accés del carrer Serrano.
El refugi va ser utilitzat fins a finals de gener de 1939 quan amb les tropes nacionals a les portes de Barcelona i l'exèrcit republicà fugint cap a Girona encara es van produir un parell de bombardejos més. Pocs dies després, les tropes nacionals entraven a Barcelona i s'acabava així el conflicte a la ciutat.

## Postguerra
Un cop acabada la guerra el refugi 374 va ser aprofitat com a habitatge, i segons la tradició oral explicada per diverses persones de l'Associació de Veïns del Carmel, l'última persona coneguda que hi va viure allà era una dona gran anomenada “Felipa” que va viure allà molts anys fins que finalment va marxar i els veïns van aprofitar-ho per tapar els accessos i evitar que aquella habitatgefos novament ocupada. El refugi era conegut per aquells temps com “La cueva de la Felipa”.